# Королева Марго (фильм, 1954)
«Королева Марго» (фр. La Reine Margot) — французский кинофильм, экранизация одноимённого романа Александра Дюма.

## Сюжет
Фильм повествует о дочери Екатерины Медичи и сестре Карла IX — Марго (Жанна Моро), о Варфоломеевской ночи и событиях, предшествующих ей, и о любви Марго к молодому графу.

## В ролях
- Жанна Моро — Маргарита де Валуа
- Армандо Франчоли — Ла Моль
- Робер Порт — Карл IX
- Анри Женес[фр.] — Коконнас
- Франсуаза Розе — Екатерина Медичи
- Андре Верзини — Генрих IV, король Наваррский
- Луи де Фюнес — астролог Рене (в титрах не указан).